# Rèisa an t-Sruith
Rèisa an t-Sruith är en obebodd ö i den Sound of Jura, Argyll and Bute, Skottland. Ön är belägen 10 km från Kilmartin.